# 哈佛體育場
哈佛體育場（英語：Harvard Stadium）是位於美國東北部麻薩諸塞州波士頓奧爾斯頓的一座U型大學美式橄欖球比賽體育場。這座體育場由哈佛大學所有和運用，也是哈佛大學緋紅隊的主場，座位數有30,323人。 
體育場修建於1903年，是使用鋼筋混凝土結構修建的大型建築中的先驅。由於其在這一地區的重要性，以及其設計對之後體育場的影響，哈佛體育場在1987年被列入美國國家歷史名勝。哈佛體育場是美國最古老的永久性混凝土結構建築，專門用於大學體育活動。1929年在體育場東北角安裝鋼架後，哈佛體育場的座位數達57,166人。1951賽季之後，由於觀眾減少，這些鋼架被拆除。
在1970賽季，哈佛體育場曾是波士頓愛國者的主場，這也是他們在NFL的第一個賽季。1971年後，該隊更名為新英格蘭愛國者，並將主場遷至福克斯堡體育場。

## 歷史
哈佛體育場修建在一塊面積為31英畝（13公頃）的土地上，由亨利·李·希金森在1890年捐贈給哈佛大學，以紀念犧牲在南北戰爭的哈佛校友。體育場的建築結構類似帕那辛納克體育場，僅用了4.5個月就竣工了，耗資310,000美元。大部分資金來自於1879屆哈佛校友同窗會的捐贈。哈佛體育場是哈佛的美式足球球隊主場。1907年雪城大學阿奇博爾德體育場竣工之前，哈佛體育場是美國最大的混凝土結構體育場。
哈佛體育場在2006年安裝了人工草皮和燈光.2007年，哈佛體育場舉辦了第一場夜場賽事，哈佛大學在9月22日以24對17戰勝布朗大學。

### 對美式足球的影響
在20世紀初期，美式足球是一項極為暴力的運動。僅在1905年，有18名選手死亡、150名選手重傷。曾有運動要求禁止這一運動。但時任總統西奧多·羅斯福介入，要求修改遊戲規則。1906年，羅斯福和62所高校代表會面，並成立了NCAA的前身校際足球會議（Intercollegiate Football Conference）。這一委員會的目的是制定令美式足球更安全的遊戲規則。當時其中一項提議是擴大比賽場地，以擴大跑動空間並減少衝突。雖然這一提議得到歡迎，但哈佛大學卻表示反對，其理由是哈佛體育場大小不足。由於哈佛體育場是永久性建築，這一提議未能實現，而前傳球則在1906年4月採納入規則。可以說哈佛大學決定了現代美式足球兩個重要規則：標準場地大小和前傳球。

### 其它活動
在哈佛體育場的早期歷史時，哈佛體育場在冬季時設有兩個冰球場，為哈佛大學冰球隊使用。第一次世界大戰之前，哈佛體育場也是哈佛大學曲棍球隊的主場。
哈佛體育場也是阿曼德拉節等音樂節的場地。1984年夏季奧林匹克運動會期間，哈佛體育場舉辦了多場足球賽事。2007年，美國職業袋棍球大聯盟球隊波士頓砲彈將其主場遷入哈佛體育場。

## 外部連結
- Harvard University Athletics – Harvard Stadium （页面存档备份，存于）